# Fatsalılar, Salıpazarı
Fatsalılar là một xã thuộc huyện Salıpazarı, tỉnh Samsun, Thổ Nhĩ Kỳ. Dân số thời điểm năm 2010 là 329 người.